# تپه کل علی
تپه کل علی مربوط به دوره اشکانیان تا سدهٔ ۷ ه.ق است و در شهرستان بروجرد، بخش مرکزی، دهستان شیروان، ۲ کیلومتری جنوب شرقی بصری واقع شده و این اثر در تاریخ ۲۸ اسفند ۱۳۸۵ با شمارهٔ ثبت ۱۸۳۵۵ به‌عنوان یکی از آثار ملی ایران به ثبت رسیده است.